# Vittoria Guazzini
Vittoria Guazzini (Poggio a Caiano, 26 dicembre 2000) è una pistard e ciclista su strada italiana che gareggia per il team FDJ-Suez e per il Gruppo Sportivo Fiamme Oro.
Su pista ha colto quattro titoli mondiali Juniores, quattro titoli europei Juniores e cinque Under-23, oltre a far suoi, a livello Elite, il titolo europeo 2020 di americana e il titolo mondiale 2022 di inseguimento a squadre; su strada ha invece vinto nel 2021 il titolo europeo Under-23 a cronometro e nel 2022 il titolo mondiale Under-23 di specialità. Ha vinto la medaglia d’oro alle Olimpiadi di Parigi 2024 nella Madison insieme a Chiara Consonni.

## Carriera
Nata nel 2000 a Pontedera, in provincia di Pisa, inizia a praticare il ciclismo a sette anni.
Nel 2017 esordisce con le nazionali Juniores sia su strada che su pista. Su strada prende parte ai Mondiali di Bergen e agli Europei di Herning, piazzandosi, nelle prove in linea Juniores delle due manifestazioni, rispettivamente 39ª e 62ª; su pista partecipa invece ai Mondiali di Montichiari e agli Europei di Sangalhos, vincendo in entrambe le rassegne la medaglia d'oro nell'inseguimento a squadre Juniores, sempre in quartetto con Chiara Consonni, Martina Fidanza e Letizia Paternoster.

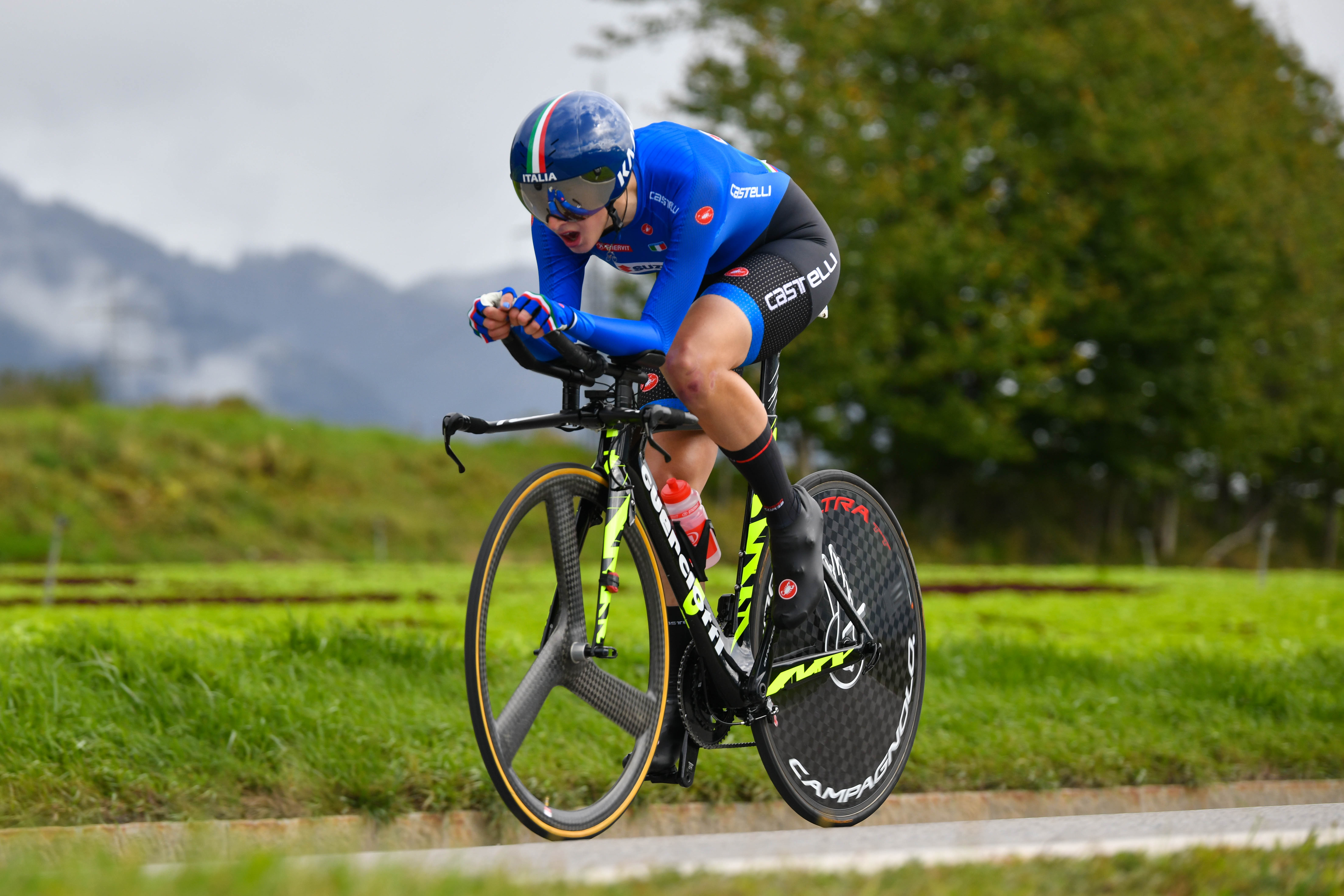
Guazzini ai Mondiali su strada di Innsbruck 2018

Nel 2018 è campionessa italiana Juniores su strada sia in linea che a cronometro; partecipa inoltre alle gare Junior ai Mondiali su strada di Innsbruck, e conquista oro e argento agli Europei su strada di Brno, rispettivamente nella cronometro e nella gara in linea Juniores. Contemporaneamente su pista è tre volte iridata Juniores — nella rassegna mondiale di Aigle vince gli ori in inseguimento individuale, omnium e inseguimento a squadre (con Giorgia Catarzi, Sofia Collinelli, Gloria Scarsi e Silvia Zanardi) — e quattro volte campionessa europea, sempre ad Aigle, in inseguimento individuale, omnium e americana (con Gloria Scarsi) tra le Juniores e nell'inseguimento a squadre (con Martina Alzini, Elisa Balsamo, Marta Cavalli e Letizia Paternoster) tra le Under-23. In stagione viene anche premiata come miglior ciclista donna Juniores agli Oscar TuttoBici, le viene inoltre riconosciuto il premio Gino Bartali (come l'anno precedente) al Giglio d'oro.
Nel 2019 passa Elite con la formazione UCI Valcar Cylance Cycling. Nella sua stagione su strada partecipa al Giro delle Fiandre, arrivando 76ª, alla Liegi-Bastogne-Liegi, terminando 50ª, e agli Europei di Alkmaar, in cui si piazza 33ª nella gara in linea Under-23 e in cui vince la medaglia di bronzo nella staffetta mista insieme a Edoardo Affini, Manuele Boaro e Davide Martinelli e alle altre donne Elisa Longo Borghini e Silvia Valsecchi. Su pista gareggia con le Nazionali Under-23 e maggiore: con la selezione Under-23 vince oro e argento rispettivamente nell'inseguimento a squadre (ancora con Alzini, Balsamo, Cavalli e Paternoster) e in quello individuale agli Europei di Gand, mentre con la Nazionale maggiore partecipa ai Mondiali di Pruszków, chiudendo quinta nell'inseguimento a squadre, e agli Europei di Apeldoorn, nei quali fa sua la medaglia di bronzo nell'inseguimento a squadre con le stesse Alzini, Balsamo, Cavalli e Paternoster.

## Palmarès

### Strada
- 2018 (juniores)

Campionati italiani, Prova in linea Juniores
Campionati europei, Prova a cronometro Juniores
Campionati italiani, Prova a cronometro Juniores
- 2021 (Valcar-Travel & Service, una vittoria)

Campionati europei, Prova a cronometro Under-23
- 2022 (FDJ Nouvelle-Aquitaine Futuroscope, tre vittorie)

Classifica generale Bretagne Ladies Tour
Giochi del Mediterraneo, Prova a cronometro
Campionati mondiali, Prova a cronometro Under-23
- 2024 (FDJ-Suez, tre vittorie)

Le Samyn des Dames
1ª tappa Tour Féminin des Pyrénées (Goudon > Lourdes)
Campionati italiani, Prova a cronometro
- 2025 (FDJ-Suez, una vittoria)

Campionati italiani, Prova a cronometro

#### Altri successi
- 2022 (FDJ Nouvelle-Aquitaine Futuroscope)

Classifica giovani Bretagne Ladies Tour
- 2024 (FDJ-SUEZ)

Campionati europei, Staffetta mista

### Pista
- 2017

Campionati europei Jr & U23, Inseguimento a squadre Juniores (con Martina Fidanza, Chiara Consonni e Letizia Paternoster)
Campionati mondiali Jr., Inseguimento a squadre Juniores (con Martina Fidanza, Chiara Consonni e Letizia Paternoster)
- 2018

Campionati europei Jr & U23, Inseguimento a squadre Juniores (con Martina Alzini, Elisa Balsamo, Marta Cavalli e Letizia Paternoster)
Campionati europei Jr & U23, Inseguimento individuale Jr.
Campionati europei Jr & U23, Americana Jr.
Campionati europei Jr & U23, Omnium Jr.
Campionati mondiali Jr., Inseguimento a squadre Juniores (con Giorgia Catarzi, Sofia Collinelli, Silvia Zanardi e Gloria Scarsi)
Campionati mondiali Jr., Inseguimento individuale Jr.
Campionati mondiali Jr., Omnium Jr.
- 2019

Campionati europei Jr & U23, Inseguimento a squadre Under-23 (con Elisa Balsamo, Marta Cavalli e Letizia Paternoster)
Dudenhofen Sprint Meeting, Omnium
- 2020

Tre sere di Pordenone, Corsa a punti
Tre sere di Pordenone, Americana (con Elisa Balsamo)
Campionati europei Jr & U23, Inseguimento a squadre Under-23 (con Marta Cavalli, Chiara Consonni e Martina Fidanza)
Campionati europei, Americana (con Elisa Balsamo)
- 2021

Internazionale di Fiorenzuola, Scratch
Internazionale di Fiorenzuola, Corsa a punti
- 2022

Campionati europei Jr & U23, Inseguimento a squadre Under-23 (con Eleonora Gasparrini, Matilde Vitillo e Silvia Zanardi)
Campionati europei Jr & U23, Inseguimento individuale
Campionati del mondo, Inseguimento a squadre (con Martina Alzini, Elisa Balsamo, Chiara Consonni e Martina Fidanza)
- 2024

Campionati europei, Inseguimento a squadre (con Elisa Balsamo, Martina Fidanza e Letizia Paternoster)
Belgian Track Meeting, (Americana (con Chiara Consonni)
Giochi olimpici, Americana (con Chiara Consonni)
The London 3 Day, (Americana (con Chiara Consonni)
- 2025

Campionati europei, Inseguimento a squadre

## Piazzamenti

### Grandi Giri
- Giro d'Italia

2020: non partita (6ª tappa)
2024: non partita (7ª tappa)
- Tour de France

2022: 39ª
2023: 114ª
- Vuelta a España

2024: ritirata (3ª tappa)

### Competizioni mondiali
- Campionati del mondo su strada

Bergen 2017 - In linea Junior: 39ª
Innsbruck 2018 - Cronometro Junior: 6ª
Innsbruck 2018 - In linea Junior: 6ª
Imola 2020 - Cronometro Elite: 25ª
Fiandre 2021 - Cronometro Elite: 24ª
Fiandre 2021 - In linea Elite: 94ª
Wollongong 2022 - Cronometro Elite: 4ª
Wollongong 2022 - Cronometro Under-23: vincitrice
Wollongong 2022 - Staffetta mista: 2ª
Wollongong 2022 - In linea Elite: ritirata
Wollongong 2022 - In linea Under-23: ritirata
Glasgow 2023 - Cronometro Elite: 32ª
Glasgow 2024 - Cronometro Elite: 19ª
- Campionati del mondo su pista

Montichiari 2017 - Ins. a squadre Juniors: vincitrice
Aigle 2018 - Inseg. a squadre Juniors: vincitrice
Aigle 2018 - Americana Juniors: 4ª
Aigle 2018 - Inseg. individuale Juniors: vincitrice
Aigle 2018 - Omnium Juniors: vincitrice
Pruszków 2019 - Inseguimento a squadre: 5ª
St. Quentin-en-Yv. 2022 - Ins. a squadre: vincitrice
St. Quentin-en-Yv. 2022 - Inseg. individuale: 10ª
Glasgow 2023 - Ins. a squadre: 4ª
Ballerup 2024 - Ins. a squadre: 3ª
Ballerup 2024 - Americana: 5ª
- Giochi olimpici

Tokyo 2020 - Inseguimento a squadre: 6ª
Parigi 2024 - Inseguimento a squadre: 4ª
Parigi 2024 - Americana: vincitrice

### Competizioni europee
- Campionati europei su strada

Herning 2017 - In linea Junior: 62ª
Brno 2018 - Cronometro Junior: vincitrice
Brno 2018 - In linea Junior: 2ª
Alkmaar 2019 - Staffetta mista: 3ª
Alkmaar 2019 - In linea Under-23: 33ª
Plouay 2020 - In linea Under-23: 33ª
Plouay 2020 - Staffetta mista: 3ª
Trento 2021 - Cronometro Under-23: vincitrice
Trento 2021 - In linea Under-23: ritirata
Anadia 2022 - Cronometro Under-23: 2ª
Anadia 2022 - In linea Under-23: 2ª
Drenthe 2023 - Cronometro Elite: 20ª
Drenthe 2023 - Staffetta mista Elite: 2ª
Limburgo 2024 - Staffetta mista Elite: vincitrice
Limburgo 2024 - Cronometro Elite: 5ª
Limburgo 2024 - In linea Elite: 72ª
- Campionati europei su pista

Sangalhos 2017 - Inseg. a squadre Juniores: vincitrice
Aigle 2018 - Americana Juniores: vincitrice
Aigle 2018 - Inseg. individuale Juniores: vincitrice
Aigle 2018 - Omnium Juniores: vincitrice
Aigle 2018 - Inseg. a squadre Under-23: vincitrice
Gand 2019 - Inseg. a squadre Under-23: vincitrice
Gand 2019 - Inseg. individuale Under-23: 2ª
Apeldoorn 2019 - Inseguimento a squadre: 3ª
Fiorenzuola 2020 - Inseg. a squadre Under-23: vincitrice
Fiorenzuola 2020 - Inseg. individuale Under-23: 2ª
Plovdiv 2020 - Inseguimento a squadre: 2ª
Plovdiv 2020 - Americana: vincitrice
Anadia 2022 - Inseg. a squadre Under-23: vincitrice
Anadia 2022 - Inseg. individuale Under-23: vincitrice
Monaco di Baviera 2022 - Inseguimento a squadre: 2ª
Monaco di Baviera 2022 - Inseguimento individuale: 3ª
Grenchen 2023 - Inseguimento a squadre: 2ª
Grenchen 2023 - Inseguimento individuale: 5ª
Grenchen 2023 - Americana: 3ª
Apeldoorn 2024 - Inseguimento a squadre: vincitrice
Apeldoorn 2024 - Americana: 3ª
Heusden-Zolder 2025 - Inseguimento a squadre: vincitrice
Heusden-Zolder 2025 - Inseguimento individuale: 2ª
Heusden-Zolder 2025 - Americana: 2ª

## Riconoscimenti
- Oscar TuttoBici - categoria donne juniores nel 2018[2]
- Giglio Rosa nel 2022[3] e 2024[4][5]

## Onorificenze
Civica benemerenza Comune di Poggio a Caiano - Poggio a Caiano, 30 ottobre 2021